# اللؤلؤ والمرجان في متشابه القرآن
هو كتاب يهدف إلى الربط بين الآيات المتشابهة باستخدام طرق وأساليب لتثبيت الآيات في الذهن، ووُضع في بداية الكتاب شرح للطرق المستخدمة لربط الآيات، وجُعلت  الآيات في الكتاب على هيئة جداول ليسهل على القارئ المقارنة والتمييز بينها، ووُضع أسفل الآيات المتشابهة شرح وتعليق عليها ليسهل ضبطها. والكتاب في فصلين :
- الفصل الأول : متشابهات سور القرآن مع بعضها بما في ذلك قصص الأنبياء.
- الفصل الثاني : ملحق به المتشابهات التي تتكرر كثيراً في سور كثيرة ولا تتعلق بسورة بعينها.[2]

## أماكن توافر الكتاب
الكتاب متوفر في أغلب الدول العربية مثل:
1. جمهورية مصر العربية: وذلك في المكتبات في مختلف المحافظات والكترونيا[3] على موقع أمازون مصر[4]
2. المملكة العربية السعودية: وذلك في جميع فروع مكتبة جرير بالمملكة، ومتوفر أيضا الكترونيا على موقع مكتبة جري[5]
3. المملكة المتحدة: من خلال دار مكة ببرمنجهام، وكذلك من خلال موقع دار مكة الإلكتروني.[6]
4. كتب جوجل-كتب جوجل:[7]

1. متجر جوجل- جوجل بلاي:[8] حيث يمكن الحصول على نسخة إلكترونية من الكتاب. وذلك في ٦٦ دولة حول العالم. أغلبها في دول أوروبا وأمريكا الشمالية والجنوبية ودول جنوب شرق آسيا.
2. تركيا : وذلك من خلال مكتبة بوكسايت بأنطاكية.
3. اليوتيوب: يتوفر شرح لمتشابهات الكتاب وذلك عن طريق المؤلف من خلال قناة اليوتيوب (اللؤلؤ والمرجان في متشابه القرآن) حيث وصل مجموع المشاهدات إلى قرابة ثلثي مليون مشاهدة (650,000) على القناة.[9]
4. بخلاف العديد من المكتبات في مختلف الدول العربية كـ الجزائر والمغرب والأردن تونس وغيرها.[بحاجة لمصدر]

## تقديم الكتاب
1. الشيخ طارق عبد الحكيم عبد الستار (عضو لجنة مراجعة المصاحف بالازهر الشريف).[10]
2. الشيخ حسن بن مصطفى الوراقي [11][12]
3. الشيخ عبد الرزاق البكري (مدرس القرآن والقراءات)